# Военно-воздушные силы Балтийского флота
Военно-воздушные силы Балтийского флота (ВВС БФ) — бывшее оперативное объединение Балтийского флота ВМФ СССР и России, предназначенное для действий в операциях флота и выполнения боевых задач во взаимодействии с другими силами ВМФ или самостоятельно, а также для проведения воздушных, воздушно-десантных, морских десантных и прочих операций во взаимодействии с силами других видов вооружённых сил или отдельных родов войск. ВВС БФ подчинялись командующему Балтийским флотом, а в специальном отношении — начальнику авиации ВМФ (затем начальнику морской авиации ВМФ).
После 2010 года управление морской авиации БФ расформировано и образована одна авиабаза № 7054, с базированием на четырёх аэродромах.

## История

### Становление
По указу императора Николая II, 6 февраля 1910 года в Санкт-Петербурге был создан Отдел Воздушного флота, ознаменовавший начало авиационной эры в России.
1. Оставшуюся в распоряжении Высочайшее учреждённого Особого Комитета по усилению военного флота на добровольные пожертвования наличность в сумме 900000 рублей, а равно и могущие поступить в будущем в кассу Комитета пожертвования обратить на создание воздушного флота России
2. Разрешить Высочайше учреждённому Особому Комитету по усилению военного флота на добровольные пожертвования продолжать на эти цели повсеместный сбор добровольных пожертвований и…
3. Воздушный флот, имеемый быть сооружённым Комитетом на добровольные пожертвования, оставить в ведении и распоряжении Комитета, а в случае открытия военных действий, передавать его с подготовленной командой морскому и военному ведомству для усиления боевых сил Империи.
Русский морской и воздушный флот, сооружённый на добровольные пожертвования.
С тех пор военно-воздушные силы России по аналогии с морскими стали назваться флотом. С первых дней своего существования Отдел воздушного флота приступил к выполнению двух главных своих задач:
а) обучение офицеров армии и флота, а также, если средства позволяют, других лиц искусству летать на приборах тяжелее воздуха и…

б) создание запаса самолётов с полным снабжением и оборудованием, в полной готовности для снабжения ими, согласно правилам военного и морского министерств, авиационных отрядов.Русский морской и воздушный флот, сооружённый на добровольные пожертвования.
В 1910 году в Российской империи было начато строительство самого первого в стране аэродрома в г. Гатчина под Санкт-Петербургом. 3 мая 1910 года в Гатчине производится формирование Авиационного отдела Офицерской Воздухоплавательной школы. К 14 мая 1910 года все основные работы по устройству аэродрома были завершены. Официально Гатчинский аэродром был открыт 26 марта 1911 года.
Также некоторые историки полагают, что датой рождения Морской авиации России следует считать 6 августа (1 сентября) 1910 года, а местом рождения — гребной порт на Васильевском острове в Санкт-Петербурге. Здесь в этот день был отслужен торжественный молебен по поводу спуска на воду первого гидроплана, что послужило началом функционирования Опытной авиационной станции — первой официально сформированной авиационной воинской части на Балтийском флоте.

### Первая мировая война
До революции, как на Балтике, так и на Чёрном море первоначально были сформированы авиастанции на лодочных самолётах. В первую мировую войну балтийская авиация вступила с одной такой станцией, на которую базировались только 4 аэроплана. Первоначально задачи их боевой работы сводились только к воздушной разведке. Однако в ходе войны авиация быстро показала себя эффективным средством борьбы на море, следствием чего стали рост количества авиационной техники, появление специализированных летательных аппаратов в зависимости от целей их применения, выработка тактики взаимодействия с кораблями и с силами береговой обороны, организационное оформление. Так, приказом от 30 ноября 1916 году в Российской империи были сформированы две первые морские авиационные дивизии на действующих флотах, на Балтике это была Воздушная дивизия Балтийского моря, на вооружении которой, в основном, состояли самолёты-разведчики. Вскоре в составе Воздушной дивизии Балтийского моря был сформирован первый авиационный отряд колёсных самолётов-истребителей.
На 1 января 1916 года балтийская авиация уже насчитывала 47 аэропланов (включая гидросамолёты) и авианасущий корабль «Орлица». К концу 1917 года в строю было 98 самолётов.

### Начало советского периода
С конца апреля 1918 года Балтийская авиация подверглась реорганизации — вместо Воздушной дивизии БМ была сформирована Воздушная бригада особого назначения, состоящая из двух дивизионов гидроавиаотрядов летающих лодок-разведчиков. Тогда же впервые из состава 2-го дивизиона был сформирован отдельный авиационный отряд (Онежский авиаотряд), который был направлен в Петрозаводск, где была организована авиастанция. Командировка продлилась почти год, после чего этот авиаотряд вернулся а Петроград и стал называться 5-й гидроотрядом 2-го гидроавиадивизиона Воздушной бригады Балтийского моря.
В 1920 году началась реорганизация в морской авиации, в том числе и на Балтике. Так, на базе гидроавиационных дивизионов были сформированы два разведывательных гидроавиаотряда, общим числом 33 гидросамолёта различных типов.
Бурное развитие авиации в 30-х годах прошлого века повлекло за собой массу разнообразных исследований в этой области и практических воплощений в жизнь, зачастую не всегда удачных.
Учебная авиация БФ
В конце 20-х годов в морской авиации был сформирован ряд учебных авиационных частей для обучения лётного состава и поддержания навыков в технике пилотирования. На Балтике это были 8-й, 87-й и 105-й отдельные тренировочные авиационные отряды ВВС БМ. К середине 1938 года упоминания об этих учебно-тренировочных частях в составе ВВС флотов исчезают, и, предположительно, тогда же они были расформированы.
Повторно части учебно-тренировочной авиации появились на флотах весной 1940 года, когда на Балтике, Чёрном море и Тихом океане сформировали 1-ю, 2-ю и 3-ю запасные авиационные эскадрильи, в 1941 году преобразованные в 1-й, 2-й и 3-й запасные авиационные полки.
Корректировочная авиация
В конце 1920-х годов на Чёрном море и Балтике были сформированы корабельные корректировочные авиационные звенья, которые приписали к имевшимся в составе флотов крейсерам и линкорам. На вооружении этих звеньев поступили самолёты «Юнкерс» Ju-20, МУ-1 и КР-1 («Хейнкель» HD.55).
В 1934 году в составе ВВС Балтфлота числился 108-й отдельный артиллерийский авиационный отряд — сугубо сухопутная часть, не имевшая к собственно авиации никакого отношения. Задачей отряда была корректировка артиллерийского огня береговых батарей и корабельной артиллерии. Это формирование просуществовало до 1937 года.
Приблизительно в середине 30-х годов в ВВС флотов появились авиационные корректировочные отряды, вскоре развернутые в эскадрильи. На Балтике это была 71-я отдельная корректировочная авиационная эскадрилья. Осенью 1941 года эскадрилья расформирована.
С переменным успехом, части корректировочной авиации в ВМФ просуществовали до 1960 года, постоянно при этом претерпевая ликвидации и возрождения, развёртывания или сокращения.
Авиация волнового управления
В начале 1930-х годов прошлого века появилась идея управления торпедными катерами без экипажей по радио. Она показалась заманчивой для руководства ВМФ, и на оз. Копанское под Ленинградом была создана база ОсТехБюро по испытанию техники «волнового управления» (радиоуправления). Рассматривались разные варианты использования в качестве носителей аппаратуры ВУ, самолётов Р-5, «Савойя» S-626hc и, позднее, МБР-2. Предпочтение отдали летающим лодкам, которые имели большие возможности размещения на борту громоздкой аппаратуры и, что немаловажно, базирования недалеко от баз торпедных катеров.
Так было сформировано по одному отряду ВУ на Балтике, Чёрном море и Тихом океане, затем развёрнутых до состава эскадрилий. Несмотря на то, что идея боевого применения катеров волнового управления в годы Великой Отечественной войны с треском провалилась, части самолётов-водителей торпедных катеров существовали в составе флотов вплоть до 1947 года, выполняя вспомогательные задачи в интересах командования флота.
Истребительная авиация.
На Балтике в течение тридцатых годов было сформировано несколько истребительных авиаэскадрилий колёсных самолётов, а затем и более крупное формирование — 31-я авиационная бригада. В 1938 году почти все истребительные эскадрильи БФ были переформированы в полки и сведены с в 61-ю истребительную авиационную бригаду (с 1943 года — 3-я истребительная авиационная дивизия ВВС БФ).
Бомбардировочная и минно-торпедная авиация
В 1929 году была сформирована 4-я авиационная бригада Балтийского моря, которая состояла из трёх разведывательных авиационных частей: 62-й ОМРАЭ, 62-го ОМРАО и 66-го ОМРАО. В 1932 году бригада и входящие в неё части были реорганизованы, а в 1933 году это соединение стало именоваться 105-й минно-торпедной авиационной бригадой. На вооружении состояли летающие лодки и поплавковые самолёты S-626hc, ТБ-1а, МР-1, МР-6.
В конце 1936 года на Балтике формируется первое соединение колёсных бомбардировщиков — 139-я скоростная бомбардировочная авиационная бригада.
Весной 1938 года, в ходе реорганизации Морской Авиации в составе ВВС БФ, из этих бригад были сформированы две авиационные части нового типа — 15-й морской бомбардировочный авиационный полк, вооружённый самолётами МБР-2 и ДБ-3, и 57-й скоростной бомбардировочный авиационный полк, вооружённый самолётами СБ. Ещё одна часть — 1-й минно-торпедный авиационный полк, был тогда же сформирован на базе 27-й МТАЭ ВВС БФ, которая, в свою очередь, была создана в конце 1936 года. На его вооружении состояли самолёты ДБ-3б.
В апреле 1939 года 1-й МТАП, 15-й МБАП и 57-й СБАП были сведены в новую авиабригаду, которая получила наименование — 8-я бомбардировочная авиационная бригада. Но уже через несколько месяцев 15-й морской бомбардировочный авиаполк выводится из состава бригады и переформируется в отдельный разведывательный, передав свои самолёты в 1-й МТАП. По состоянию на конец 1939 года, в 8-й авиабригаде имелось 111 самолётов (60 ДБ-3 и 51 СБ).
В середине 1940 года на базе трёх АЭ 57-го СБАП и двух отдельных СБАЭ 10-й авиабригады была сформирована новая авиационная часть — 73-й БАП, вооружённый самолётами СБ.
Всего к началу Великой Отечественной войны бомбардировочная и торпедоносная авиация ВВС БФ насчитывала 172 самолёта ДБ-3, СБ и Ар-2.
Разведывательная авиация
В конце 1929 года на Балтике была сформирована 4-я авиационная бригада ВВС БМ, в состав которой вошли 62-я отдельная разведывательная морская авиационная эскадрилья, 62-й и 66-й отдельные морские разведывательные авиационные отряды, вооружённые летающими лодками «Дорнье Валь» и «Савойя» S-626hc. По мере перевооружения на отечественные летающие лодки МБР-2 формируются новые авиачасти гидроавиации, а в 1939 году формируется 15-й отдельный морской разведывательный авиационный полк.
К началу Великой Отечественной войны разведывательная авиация БФ была представлена 15-м ОМРАП трёхэскадрильного состава и семью отдельными разведэскадрильями (15-я, 41-я, 43-я, 44-я, 58-я, 81-я и 85-я ОМРАЭ), вооружёнными, преимущественно, самолётами МБР-2.

### Советско-финская война
После реформирования ВВС в 1938 году отдельные авиационные эскадрильи БФ были преобразованы в авиационные полки, а те, в свою очередь, сведены в авиационные бригады.
К началу боевых действий с Финляндией ВВС БФ имели 450 самолётов разных типов (411 боеготовых) и 361 экипаж, из них 111 бомбардировщиков (60 ДБ-3, 51 СБ), 214 истребителей (124 И-16, 70 И-15, 20 И-153), 115 разведчиков МБР-2 и 10 разведчиков-корректировщиков Р-5. (В других источниках сообщается о 469 самолётах: 111 бомбардировщиков СБ и ДБ-3, 246 истребителей И-15, И-16 и И-153, 102 летающие лодки МБР-2 и несколько машин других типов).
Состав и дислокация ВВС БФ по состоянию на 30 ноября 1939 года:
- Управление ВВС БФ — г. Таллин.
- 8-я бомбардировочная авиационная бригада (Котлы), в составе: 1-й МТАП (штаб), 2-я и 4-я АЭ — аэродром Беззаботное, 1-я АЭ — аэродром Клопицы, 3-я АЭ — аэродром Котлы, 5-я АЭ — аэродром Копорье;
- 57-й скоростной бомбардировочный авиационный полк (штаб, 1-я, 3-я, 4-я, 5-я АЭ — аэродром Котлы, 2-я АЭ — аэродром Палдиски);
- 10-я смешанная авиационная бригада (Палдиски): 12-я ОМБРАЭ (с декабря 1939 г. — 15-я ОМБРАЭ, аэродром Кихельконна), 43-я ОМБРАЭ (аэродром Либава), 44-я ОМБРАЭ (аэродром Палдиски);
- 61-я истребительная авиационная бригада (Новый Петергоф): 5-й ИАП (штаб, 1-я, 2-я, 3-я, 4-я АЭ — аэродром Низино, 5-я АЭ — аэродром Бычье Поле), 13-й ИАП (штаб, 1-я, 2-я, 3-я АЭ — аэродром Котлы, 4-я АЭ — аэродром Липово, 5-я АЭ — аэродром Беззаботное); 11-я ОИАЭ (аэродром Куммолово), 12-я ОИАЭ (аэродром Липово), 13-я ОИАЭ (аэродром Купля);
- 15-й морской разведывательный авиационный полк: 11-я ОМРАЭ, 18-я ОМРАЭ, 19-я ОМРАЭ, 58-я ОАЭ ВУ;
- 7-я ОМБРАЭ, 41-я ОМБРАЭ (аэродром Новая Ладога);
- 12-й ОМРАО, 44-й ОМРАО, 71-й ОКОРАО, ОСАНАЗ, ОАЗСВ.

(примечание: 9-я разведывательная авиационная бригада была сформирована весной 1939 года, однако уже осенью этого года она была расформирована и обращена на формирование 10-й АБ)
За период боев лётчики БФ произвели 16663 боевых вылета. Потери составили 59 самолётов и 110 человек лётного и технического состава. Потери врага от действий ВВС флота оценивались в 13 потопленных и 15 повреждённых транспортов, на 9 зафиксированы пожары. На позиции финских войск сброшено несколько тысяч тонн авиабомб.
За мужество и героизм, проявленные в боях морскими авиаторами, 12-я и 13-я ОИАЭ, а также 3-я АЭ 1-го МТАП были награждены орденами Красного Знамени, а 17 авиаторов Балтики были удостоены звания Героя Советского Союза.

### Великая Отечественная война
К лету 1941 года в составе ВВС КБФ были следующие лётные части:
- 8-я бомбардировочная авиационная бригада (1-й МТАП, 57-й БАП и 17-й ОТАО)
- 10-я авиационная бригада (73-й БАП, 13-й ИАП и 71-й ИАП)
- 61-я истребительная авиационная бригада (5-й ИАП, 12-я ОИАЭ и 13-я ОИАЭ)
- 15-й отдельный морской разведывательный авиационный полк (18-я, 19-я, 22-я и 85-я АЭ, два корабельных авиазвена линкоров Марат, Октябрьская Революция и крейсеров М. Горький и Киров)
- 2-й учебный резервный авиационный полк
- 1-я Запасная Эскадра
- семь отдельных разведывательных авиационных эскадрилий (15-я, 41-я, 43-я, 44-я, 58-я, 71-я и 81-я)
- звено связи, звено ПВО

| Тип                    | В боевом строю | В авиаремонтных мастерских | Сборка, склады | ШМАС* | Всего |
| ---------------------- | -------------- | -------------------------- | -------------- | ----- | ----- |
| И-15бис                | 35             | 2                          |                | 1     | 38    |
| И-153 М-62             | 99             | 6                          | 3              |       | 108   |
| И-16 М-25              | 74             | 2                          |                |       | 76    |
| И-16 М-62/63           | 101            | 3                          |                |       | 104   |
| МиГ-1                  | 6              |                            |                |       | 6     |
| МиГ-3                  | 32             | 1                          |                |       | 33    |
| Як-1                   | 8              |                            | 3              |       | 11    |
| Всего истребителей     | 355            | 14                         | 6              | 1     | 376   |
| СБ                     | 84             | 1                          |                | 1     | 86    |
| ДБ-3Б                  | 50             |                            |                |       | 50    |
| ДБ-3Ф                  | 46             |                            |                |       | 46    |
| Ар-2                   | 19             |                            |                |       | 19    |
| Пе-2                   | 5              |                            |                |       | 5     |
| Всего бомбардировщиков | 204            | 1                          |                | 1     | 206   |
| Р-5                    | 12             |                            |                |       | 12    |
| КОР-1                  | 6              |                            |                |       | 6     |
| МБР-2                  | 138            | 24                         |                | 1     | 163   |
| Че-2                   | 5              |                            |                |       | 5     |
| Всего разведывательных | 161            | 24                         |                | 1     | 186   |
| Итого боевых           | 720            | 39                         | 6              | 3     | 768   |
| ТБ-3                   | 4              |                            |                |       | 4     |
| Р-6                    | 17             |                            |                |       | 17    |
| МП-1                   | 4              |                            |                |       | 4     |
| У-2                    | 55             | 10                         | 2              | 1     | 68    |
| УТ-1                   | 24             |                            |                |       | 24    |
| УТ-2                   | 13             |                            |                |       | 13    |
| УТИ-4                  | 28             |                            |                |       | 28    |
| С-2                    | 6              |                            |                |       | 6     |
| Ш-2                    |                |                            | 1              |       | 1     |
| ПС-84                  | 3              |                            |                |       | 3     |
| Всего вспомогательных  | 154            | 10                         | 3              | 1     | 168   |
| Итого всех типов       | 874            | 49                         | 9              | 4     | 936   |

*школа младших авиационных специалистов
Бывший командующий ВВС и ПВО КБФ генерал-лейтенант В. Н. Сокерин приводит такие данные по состоянию на 22 июня 1941 г.: «Всего в своём составе ВВС КБФ имели 656 боевых самолётов, из них: бомбардировщиков — 172; разведчиков — 131; истребителей — 353». Вероятнее всего он указал количество именно исправных, боеготовых машин.
Командующий ВВС КБФ — генерал-майор авиации В. В. Ермаченков.
Исходя из сложившейся обстановки и непосредственной угрозы военного нападения со стороны Германии, по приказу Командующего БФ все части и соединения БФ, в том числе и ВВС флота, 19 июня 1941 года перешли на оперативную готовность № 2. В 23 ч. 37 мин. 21 июня Командующий БФ, по приказу Народного Комиссара ВМФ, объявил по флоту готовность № 1. В 4 часа 50 минут Военным Советом БФ было объявлено по флоту о начале боевых действий и отражении агрессии силой оружия.
В течение лета 1941 года ряд аэродромов ВВС БФ подвергся налётам авиации противника, что привело к потерям среди личного состава и материальной части. В это время авиация флота привлекалась к бомбо-штурмовым ударам по наступающему противнику и его позициям.
После 28 августа 1941 года части и соединения ВВС БФ, базировавшиеся к началу войны в Прибалтике, были вынуждены перебазироваться на ленинградские аэродромы. Исключение составляла авиационная группа ВМБ Ханко, которая оставалась там вплоть до эвакуации базы в начале декабря.
После относительной стабилизации обстановки осенью 1941 года происходит переформирование и передислокация частей. Так, была расформирована 10-я авиабригада, 73-й полк и ряд эскадрилий, часть личного состава была отправлено в тыл на переучивание и переформирование. За первых четыре месяца войны ВВС БФ потеряли 577 самолётов.
В это же время авиация Балтфлота оказалась разделена на три части. Основные силы базировались внутри блокадного кольца, на аэродромах внутри городской черты и в непосредственной близости от города (Левашово, Каменка, Парголово, Гражданка, Приютино, Углово, Бычье поле). Другая часть ВВС БФ была выделена для защиты ладожских коммуникаций и базировалась на южном берегу Ладожского озера (Выстав, Новая Ладога, Волхов). Третья часть разместилась на Ораниенбаумском плацдарме (Борки — Лебяжье и Гора-Валдай). Здесь же разместился передовой командный пункт ВВС БФ. При этом состав авиачастей этих районов базирования неоднократно менялся. Такая ситуация сохранялась вплоть до января 1944 года, до снятия блокады Ленинграда.
В конце 1941 года из истребительных частей ВВС БФ была сформирована Специальная группа морской авиации, включившая в свой состав 5-й, 13-й ИАП и 12-ю ОИАЭ. Задачами группы была определена противовоздушная оборона в районе Ладожского озера и бесперебойное функционирование транспортной магистрали — Военно-автомобильная дорога № 101-№ 102 (народное название — «Ледовая дорога жизни»).
В течение 1942 года в ВВС БФ были сформированы:
- 25-я ОНБАЭ и 52-я ОНБАЭ — ночные бомбардировочные эскадрильи на самолётах У-2, сформированы на базе Военно-морского авиационного училища им. Леваневского, переданы в состав сил Балтфлота. Основное предназначение — нанесение бомбовых ударов с Ораниенбаумского плацдарма по позициям противника.
- В июне 1942 года в составе ВВС БФ появляются новые истребительные части: 11-й и 21-й ИАП, оснащённые истребителями И-16 и Як-1.
- В конце 1942 и в начале 1943 гг., на базе 12-й и 13-й отдельных истребительных эскадрилий были сформированы 12-й ИАП и 13-й ИАП; сформирована новая 9-я истребительная авиационная бригада.

В 1943 году все три бригады ВВС БФ были переформированы в авиационные дивизии: при этом 8-я БАБ становится 8-й МТАД, 9-я ИАБ — 9-й ШАД, а 61-я ИАБ — 3-й ИАД (25 июля 1943 года она была преобразована в 1-ю гв. ИАД). Вместо расформированного 15-го ОМРАП на гидросамолётах МБР-2 и 26-й ОРАЭ, вооружённой колёсными самолётами, был сформирован новый 15-й отдельный разведывательный авиационный полк БФ.
В 1944 году в авиацию Балтфлота передана в полном составе 11-я штурмовая авиационная дивизия ВВС Черноморского флота (8-й гв. ШАП, 47-й ШАП, 9-й ИАП).
К январю 1945 года Авиация БФ насчитывала в своём составе 781 самолёт, в том числе: 87 торпедоносцев, 74 бомбардировщика, 176 штурмовиков, 365 истребителей, 66 разведчиков и 13 корректировщиков.
Последние боевые вылеты в Великой Отечественной войне лётчики ВВС БФ совершили 8 Мая 1945 года на бомбардировку и штурмовые удары по портам Ренё и Нексё на датском о. Борнхольм.
Состав ВВС БФ по состоянию на 9 мая 1945 года:
- 1-я гв. ИАД: 3-й гв. ИАП, 4-й гв. ИАП, 10-й гв. ИАП, 11-й ИАП;
- 8-я МТАД: 1-й гв. МТАП, 12-й гв. ПБАП, 51-й МТАП, 14-й гв. ИАП, 21-й ИАП;
- 9-я ШАД: 7-й гв. ПШАП, 35-й ШАП, 12-й ИАП;
- 11-й ШАД: 8-й гв. ШАП, 9-й ИАП, 47-й ШАП;
- 15-й ОРАП;
- 1-й УАП;
- 1-я ОСАЭ, 3-я ОБУКАЭ, 7-я ОАЭСВ, 13-я ОКОРАЭ, 15-я ОАЭ ПЛО, 16-я ОАЭ ПЛО, 17-я ОАЭ ПЛО.

Авиация БФ принимала участие в следующих военных операциях Великой Отечественной войны:
- Операция «Искра»
- Красносельско-Ропшинская операция («Январский гром»)
- Нарвская наступательная операция
- Выборгско-Петрозаводская наступательная операция
- Прибалтийская стратегическая наступательная операция
- и др.

Результаты боевой деятельности Авиации ДКБФ в годы Великой Отечественной войны (по данным Военно — исторического отчёта о боевых действиях ВВС ДКБФ в Великой Отечественной войне 1941—1945 годов, часть третья, 1946 год):
- самолёто-вылетов всего: 158050
- потери самолётов всего: 2451
  - боевые потери[6]: 1684
  - небоевые потери[7]: 625
  - списано по актам: 142
- общие потери лётного состава: 2622
  - из них небоевые потери: 357
- количество уничтоженных самолётов противника всего: 2418
- количество потопленных кораблей, судов и транспортов противника: 1389
- количество повреждённых кораблей, судов и транспортов противника: 825
- количество выставленных авиацией БФ морских мин за период войны: 1636

За мужество и героизм, проявленные в боях с фашистской Германией, указами Президиума Верховного Совета СССР, приказами Верховного Главнокомандующего и Народного Комиссариата ВМФ были преобразованы в гвардейские, награждены орденами и удостоены почётных наименований следующие части и соединения ВВС БФ:
- 8-я минно-торпедная авиационная дивизия БФ была награждена орденом Красного Знамени и присвоено почётное наименование «Гатчинская»;
- 1-й минно-торпедный авиационный полк БФ был преобразован в 1-й гвардейский минно-торпедный авиационный полк и награждён орденом Красного Знамени, присвоено почётное наименование «Клайпедский»;
- 51-й минно-торпедный авиационный полк был награждён орденами Ушакова и Нахимова. Ему было присвоено почётное наименование «Таллинский»;
- 73-й бомбардировочный авиационный полк был преобразован в 12-й гвардейский пикировочно-бомбардировочный авиационный полк. Полк награждён орденами Ушакова и Красного Знамени и получил почётное наименование «Таллинский»;
- 9-я штурмовая авиационная дивизия была награждена орденами Ушакова и Красного Знамени. Ей было присвоено почётное наименование «Ропшинская»;
- 35-й штурмовой авиационный полк был награждён орденом Красного Знамени и ему присвоено почётное наименование «Таллинский»;
- 57-й штурмовой авиационный полк был преобразован в 7-й гвардейский пикировочно-штурмовой авиационный полк и награждён орденами Ушакова и Красного Знамени. Полку было присвоено почётное наименование «Таллинский»;
- 8-й гвардейский штурмовой Феодосийский авиационный полк ВВС ЧФ/БФ был дважды награждён орденом Красного Знамени;
- 3-я истребительная авиационная дивизия (бывш. 61-я ИАБ) была преобразована в 1-ю гвардейскую истребительную авиационную дивизию и награждена орденом Красного Знамени, ей было присвоено почётное наименование «Выборгская»;
- 5-й истребительный авиационный полк был преобразован в 3-й гв. истребительный авиационный полк и награждён орденом Красного Знамени;
- 9-й истребительный авиационный полк был награждён орденами Красного Знамени и Ушакова, а также удостоен почётного наименования «Клайпедский»;
- 13-й истребительный авиационный полк был преобразован в 4-й гв. истребительный авиационный полк и награждён орденом Ушакова;
- 13-й истребительный Краснознамённый авиационный полк (2-го формирования, бывш. 13-я ОИАЭ) был преобразован в 14-й гв. Краснознамённый истребительный авиационный полк. Полк был награждён орденом Ушакова и ему было присвоено почётное наименование «Клайпедский».
- 71-й истребительный авиационный полк был преобразован в 10-й гв. истребительный авиационный полк и награждён орденом Красного Знамени;
- 13-я отдельная корректировочно-буксировочная авиационная эскадрилья была награждена орденом Красного Знамени и ей присвоено почётное наименование " Клайпедская;
- 15-й отдельный разведывательный авиационный полк был награждён орденами Ушакова и Красного Знамени, присвоено наименование «Таллинский».

За мужество и героизм 141 человек удостоены звания Героя Советского Союза (из них 14 человек — в послевоенный период за подвиги, совершённые в годы войны), четыре человека — дважды, и 51 ГСС во время войны погибли, либо, были удостоены этого звания посмертно.

### Первые послевоенные годы
В конце Великой Отечественной войны в состав ВВС БФ входили четыре авиационные дивизии (1-я гв. ИАД, 8-я МТАД, 9-я ШАД, 11-я ШАД), два отдельных полка и семь отдельных эскадрилий.
25 февраля 1946 года управление ВВС БФ было передислоцировано из Паланги в г. Калининград, где и находится по настоящее время. Тогда же Балтийский флот был разделён на Южно-Балтийский (главная военно-морская база Балтийск) и Северо-Балтийский (ГВМБ Таллин) флоты. Соответственно, и Морская Авиация БФ была поделена между двумя флотами. Командующим ВВС ЮБФ стал ГСС генерал-лейтенант авиации М. И. Самохин, а командующим ВВС СБФ — ГСС генерал-лейтенант авиации А. Х. Андреев.
В январе 1947 года Южно-Балтийский и Северо-Балтийский флоты были переименованы в 4-й и 8-й ВМФ. Соответственно, и ВВС этих флотов стали именоваться как ВВС 4-го ВМФ и ВВС 8-го ВМФ. В этом же году в состав Балтфлота была передана 19-я минно-торпедная авиационная дивизия центрального подчинения, ранее замыкавшаяся напрямую на главкома ВМФ.
С 15 декабря 1947 года, в соответствии с циркуляром НГШ ВМС № 0036 от 07.10.1947 г., ВВС 4-го и 8-го ВМФ перешли на типовую организацию военно-воздушных сил ВС СССР: авиационные полки стали четырёхэскадрильного состава.
В связи с ликвидацией штурмовой авиации, в начале 1948 года 9-я и 11-я штурмовые авиационные дивизии БФ были переформированы в смешанную и истребительную авиадивизии соответственно. Однако уже в 1950 году произошло весьма странное переформирование 575-го гв. ДБАП (бывш. 12-й гв. ПБАП) в штурмовой полк на самолётах Ил-10.
Тогда же из ВВС Советской Армии была принята 4-я гв. бомбардировочная авиационная дивизия на самолётах Пе-2. Её полки — 119-й гв., 124-й гв. и 126-й гв. БАП, прославились в годы Великой Отечественной войны. После принятия в состав Морской авиации дивизия и её полки были переименованы в 587-ю гв. МТАД, 1531-й гв., 1532-й гв. и 1533-й гв. МТАП соответственно.
На вооружении авиации Балтийского флота в этот период времени имелись следующие типы авиационной техники: истребители Як-3, Ла-9 и Ла-11, бомбардировщики и торпедоносцы А-20 «Бостон», Пе-2 и Ту-2, штурмовики Ил-10. Но уже в начале следующего десятилетия началось перевооружение на новые типы, в том числе и на реактивную технику.

### Холодная война
В 1946 году Авиация БФ была разделена на авиацию Северо-Балтийского флота и авиацию Южно-Балтийского флота. Командующим ВВС ЮБФ стал ГСС генерал-лейтенант авиации М. И. Самохин (ранее — командующий ВВС БФ), а командующим ВВС СБФ — ГСС генерал-лейтенант авиации А. Х. Андреев. В январе 1947 года Южно-Балтийский и Северо-Балтийский флоты были переименованы в 4-й и 8-й ВМФ. Соответственно, и ВВС этих флотов стали именоваться ВВС 4-го ВМФ и ВВС 8-го ВМФ.
В феврале 1956 года 4-й ВМФ и 8-й ВМФ были вновь объединены в Балтийский флот. Соответственно, и авиация БФ стала вновь единой, получив наименование Военно-воздушные силы и противо-воздушная оборона БФ.
После исключения из состава ВМФ истребительной авиации, ВВС и ПВО БФ переименованы с 1961 года в Авиацию Балтийского флота.
На основании директивы ГШ ВМФ № 730/1/0225 от 28.03.1980 года, Авиация БФ была переименована в Военно-Воздушные Силы БФ.
Аэродромы базирования ВВС ДКБФ на конец восьмидесятых годов 20-го века:
- Основные (базовые) аэродромы: Быхов, Скультэ, Тукумс, Сууркюль, Черняховск, Чкаловск, Храброво, Донское, Коса, Вещево.
- Запасные и оперативные аэродромы: Обрику, Нурмси, Арегала, Сольцы, Горелово, Смоленск, Вильнюс, Лиепая, Минск, Пушкин, Вайноде, Нивенское, Шяуляй, Каунас, Лиелварде.

В последние годы существования СССР Авиация БФ одна из первых попала под массовое сокращение.
Так, 57-я морская ракетоносная авиадивизия в полном составе была расформирована в 1991 году.
Ещё ранее, в 1989 году на аэродроме Веретье были ликвидированы сразу два авиационных полка Ту-16: 12-й ОМРАП и 342-й АП РЭБ, и сформирована база разделки авиатехники (официальное название — 5501-я база резерва самолётов и вертолётов, командир части полковник Коба В. Г.). Силами этой организации начали утилизировать выводимые из эксплуатации самолёты Ту-16, а затем и другие типы АТ, входившие в состав Балтийского флота. Эта «разборка» продолжала успешно работать вплоть до начала 21-го века.
Ударная авиация БФ
В начале 50-х годов на Балтике начали осваивать самолёт Ил-28. 21 апреля 1951 года министр обороны СССР своим приказом № 0188 установил сроки перевооружения частей МТА на реактивные торпедоносцы Ту-14Т и Ил-28Т. Первым полком ВМФ, переучившимся на Ил-28, в августе 1951 года стал 1531-й гв. МТАП ВВС 8-го ВМФ.
В 1955 году на Балтийский флот была передана прославленная в боях Великой Отечественной войны 57-й тяжёлая бомбардировочная авиационная дивизия, составом: 170-й гв. и 240-й гв. ТБАП, базирование на аэродроме Быхов. На вооружении полков дивизии были бомбардировщики Ту-4. Дивизия и полки стали именоваться минно-торпедными, и вскоре начали перевооружение на новый самолёт Ту-16. Также из ВВС СА на Балтику был передан 12-й ТБАБ ДД, тоже переучившийся на Ту-16-е.
К началу 1960 года МТА КБФ состояла из трёх авиационных дивизий — это семь авиационных полков на самолётах Ил-28; авиадивизии двухполкового состава на ракетоносцах Ту-16КС и отдельного полка на Ту-16. Всего — 10 авиационных полков.
К концу 1960 года все авиационные части минно-торпедной авиации на Балтике были поспешно расформированы как неперспективные, остались только полки ракетоносной авиации.
В 1961 году управление 57-й МТАД ДД и 240-й МТАП ДД были вновь переданы в состав ВВС Советской Армии, однако в июле 1963 года их окончательно вернули морякам.
Но уже в середине 1961 года на Балтике было снова сформировано новое минно-торпедное авиационное соединение — 384-я МТАД, управление которой разместилось на аэродроме Скультэ. В 384-ю МТАД вошли два вновь сформированных полка на самолётах Ил-28 (759-й и 846-й МТАП). Вскоре полкам передали награды и почётные наименования от расформированных годом ранее 51-го МТАП и 1-го гв. МТАП. Спустя три года управление дивизии было расформировано, а её полки стали отдельными.
В 1962 году 759-й МТАП в полном составе, а также приданные полку части обеспечения: 4287-я авиационно-техническая база, 289-й отдельный дивизион обеспечения управления посадки и 47-я минно-торпедная партия скрытно, под видом сельхозтехники, из Балтийска кораблями переправлены на Кубу (см. статью: Операция Анадырь). Полк базировался на аэродроме San Julian (Сан-Хулиан). Командировка продлилась около года, после чего полк вернулся в Союз.
В 1971—1972 годах минно-торпедные полки на Балтике окончательно прекратили своё существование: 759-й МТАП был расформирован, а 846-й гв. МТАП сначала переформирован в противолодочный, а позднее — в штурмовой полк.
В это же время с Севера на аэродром г. Остров (Веретье) был перебазирован прославившийся ещё в годы Великой Отечественной войны 9-й гв. МРАП на самолётах Ту-16КС — это бывший 24-й МТАП ВВС Северного флота (основание: Директива ГШ ВМФ № 730/ 1/00186 от 10.02.1971). На момент передачи полка часть личного состава находилась в зарубежной командировке в Египте, выполняя задание Советского правительства. Но уже 31 декабря 1974 года 9-й гв. МРАП, вооружённый самолётами Ту-16, был расформирован на аэродроме Веретье.
По состоянию на конец 1974 года в составе МРА ВВС КБФ имелись следующие лётные части:
- 57-я морская ракетоносная авиационная дивизия, составом: 170-й гв. МРАП, 240-й гв. МРАП на аэродроме Быхов
- 9-й отдельный гвардейский МРАП (расформирован) и 12-й отдельный МРАП на аэродроме Остров

В период 1976—1978 гг полки на аэродроме Быхов были перевооружены на самолёты Ту-22М2.
В 1989 году Быховская дивизия получила новые самолёты Ту-22М3, а 12-й ОМРАП на аэродроме Остров был расформирован.
В рамках Договора о сокращении обычных вооружений в Европе, Морской Авиации из ВВС страны был передан ряд частей и соединений бомбардировочной, штурмовой и истребительной авиации. Так, в ВВС БФ из Краснознамённого Прибалтийского военного округа была передана 132-я бомбардировочная авиационная дивизия (4-й гв. БАП, 321-й БАП, 668-й БАП) на самолётах Су-24. Полки дивизии базировались на аэродромах Черняховск, Тукумс и Сууркюла (Сууркюль).
Истребительная авиация БФ
В связи с разделением Балтийского флота до 1956 года на 4-й ВМФ и 8-й ВМФ на Балтику передавались авиационные полки из ВВС СА и формировались новые авиачасти.
Так, в первой половине 50-х годов в составе истребительной авиации Балтийского флота (4-го и 8-го ВМФ суммарно) числились:
- 1-я гв. ИАД
- 11-я ИАД (бывшая 11-я штурмовая АД)
- 60-я ИАД (передана из ВВС)
- 108-я ИАД (передана из ВВС)
- 237-я гв. ИАД (передана из ВВС)
- 717-я ИАД (сформирована)
- 738-я ИАД (сформирована)

Такое усиление истребительной группировки связано с внешнеполитической обстановкой и позицией СССР в мире. В то время существовала реальная опасность ядерной бомбардировки территории СССР со стороны США и их союзников, поэтому развитию ИА в ВВС и Ав. ВМФ уделялось самое пристальное внимание. Авиация ВМФ должна была обеспечивать истребительное прикрытие СССР в прибрежной и ближней морской зоне
Активно происходило перевооружение на новую технику. Так, 10-й гв. ИАП в 1950 году первым в авиации ВМФ СССР получил новейшие на тот момент реактивные истребители МиГ-15 (по другой информации, первым полком на МиГ-15 перевооружился 14-й гв. ИАП БФ в 1951 году).
Все истребительные соединения Авиации Краснознамённого Балтийского флота в 1952 году были объединены в 9-й истребительный авиационный корпус.
Но уже к концу 50-х годов началось постепенное сокращение авиационных частей, связанное с общим изменением курса Правительства СССР и демилитаризацией страны. Так, во вновь образованные войска ПВО страны передавались истребительные части авиации ВМФ, а не подлежащие передаче — поэтапно расформировывались. На Балтфлоте в ПВО были переданы: 60-я ИАД (211-й ИАП, 938-й ИАП, 939-й ИАП); 90-я ИАД (18-й ИАП, 411-й ИАП, 572-й ИАП); 150-я ИАД (990-й ИАП) и 152-я ИАД (24-й ИАП, 223-й гв. ИАП и 945-й ИАП).
В 1960 году в стране происходило «дальнейшее значительное сокращение Вооружённых Сил СССР». В результате этой реформы все оставшиеся истребительные части в составе ВМФ подлежали ликвидации. После этого истребительной составляющей на Балтийском флоте не было.
Разведывательная авиация БФ
После сокращения ВС СССР в 1960 году в составе БФ остался один авиационный полк разведчиков — 15-й ОДРАП.
В 1952 году на БФ стал поступать самолёт Ил-28 в варианте разведчика. Первоначально была перевооружена одна АЭ 15-го ОДРАП ВВС 8-го ВМФ. Затем в этот полк поступили разведчики Ту-16Р. С 1962 года полк получил на вооружение сверхзвуковые разведчики Ту-22Р. В 1985-86 гг одна эскадрилья полка переучилась на Су-24МР, в 1989 году вторая эскадрилья получила Су-24М. 1 декабря 1993 года 15-й ОДРАП, согласно Директиве Главкома ВМФ был расформирован, самолёты Су-24 были переданы на Тихоокеанский флот (аэр. Кневичи).
В 1967 году разведывательная авиация флота пополнилась двумя самолётами радиотехнической разведки и постановки помех Ан-12ПП, которые вошли в состав 263-го ОТАП Авиации БФ. Эти самолёты, оснащённые специальной аппаратурой, использовались для ведения радио- и радиотехнической разведки сопредельных государств над акваторией Балтики. Самолёты были списаны в 1997 году.
Штурмовая авиация БФ
В 1947 году был расформирован 35-й штурмовой авиационный полк Балтийского флота, а остальные полки штурмовиков в скором времени были переформированы в истребительные. Специализированной штурмовой авиации на БФ не было до 1975 года, когда на аэродроме Веретье был сформирован 846-й гвардейский отдельный морской штурмовой авиационный полк.
Этот полк формировался как продолжатель традиций 1-го гвардейского минно-торпедного авиационного полка ВВС дважды Краснознамённого Балтийского флота, с передачей всех регалий и исторического формуляра полка. После завершения формирования в 1978 году полк убыл к постоянному месту базирования на аэродром Чкаловск, г. Калининград. На вооружении полка были истребители-бомбардировщики Су-17. 1 декабря 1993 года полк был переформирован, путём слияния с соседним 15-й ОДРАП и переучиванием на самолёты Су-24М и Су-24МР.
В 1989 году в состав ВВС Балтийского флота был передан 66-й авиационный полк истребителей-бомбардировщиков, который базировался на аэродроме города Пушкин Ленинградской области. На вооружении полка были истребители-бомбардировщики Су-17М3. Полк был переименован в 66-й морской штурмовой авиационный полк. 1 декабря 1993 года полк был расформирован.
Противолодочная авиация БФ
Под конец второй мировой войны на Балтийском флоте была попытка создания противолодочной авиации. Летом 1944 года была сформирована 29-я отдельная авиационная эскадрилья противолодочной обороны на летающий лодках Бе-4 и американских PBN-1 «Номад». В связи с практическим отсутствием на борту специализированных средств поиска ПЛ результативность этих самолётов по противолодочной обороне приближалась к нулю, поэтому эскадрилья была задействована по выполнению типовых задач: патрулирования, разведки, транспортных перевозок, поисково-спасательным работам на море. В апреле 1945 года 29-я ОАЭ ПЛО была обращена на формирование трёх новых эскадрилий: 15-я, 16-я, 17-я ОСАЭ ПЛО. Но уже в мае 1946 года первые две из них были обращены на формирование 69-го ОМРАП, а 17-я ОСАЭ переименована в 17-ю ОМДРАЭ. После этого на Балтике поиском лодок с воздуха заниматься перестали до наступления более подходящих условий.
В середине 1955 года на Балтийском флоте формируются первые вертолётные части — 507-я и 509-я отдельные авиационные эскадрильи вертолётов на Ми-4. В сентябре 1957 года к ним добавляется 225-я ОАЭ корабельных вертолётов Ка-15. В то-же время начинаются попытки поиска ПЛ с помощью сбрасываемых гидроакустических буев, по сути представляющих собой гидрофон и радиопередатчик одноразового применения.
В сентябре 1958 года на базе вертолётных эскадрилий формируются два вертолётных полка БФ — 413-й и 437-й отдельные авиационные полки вертолётов. Но уже через три года эти полки были слиты в один 745-й отдельный противолодочный вертолётный полк ближнего действия, с базированием на аэродроме Донское.
В 1960 году 17-я ОМДРАЭ, базировавшаяся на аэродроме Коса (г. Балтийск) и летавшая на самолётах-амфибиях типа Бе-6, была переименована в противолодочною. На вооружение эскадрильи стали поступать самолёты Бе-6ПЛО, оборудованные средствами поиска ПЛ — поисковой бортовой аппаратурой, сбрасываемыми радио-гидробуями (РГБ), магнитометром. Для поражения ПЛ предполагалось использовать кассеты с глубинными бомбами.
Из-за малой грузоподъемности и технических проблем вертолёты Ка-15 уже в 1963 году были выведены из эксплуатации, при этом показав чрезвычайно низкую результативность поиска ПЛ. В 745-м вертолётном полку их стали заменять на более совершенные Ка-25 (продолжая эксплуатировать Ми-4М). В 1970 году в полк поступили транспортные вертолёты Ми-6 и Ми-8, в 1975 году Ми-14.
Вплоть до 1972 года на Балтийском флоте было два авиационных подразделения ПЛО ближней зоны:
- 17-я ОМДРАЭ на самолётах Бе-6ПЛО (затем Бе-12), аэр. Коса (Калининградская обл.)
- 745-й ОПЛВП на вертолётах Ка-25 (позже Ка-27 и Ка-29), Ми-6, Ми-8 и Ми-14, аэродром Донское (Калининградская обл.)

В 1972 году в 846-й гв. ОМТАП БФ начали поступать новые противолодочные самолёты Ил-38, а в 1975 году этот полк был расформирован и обращен на формирование 145-й отдельной противолодочной авиационной эскадрильи (дальнего действия) ВВС Балтийского Флота, с базированием на аэродроме Скулте (в н.в. международный аэропорт г. Риги).
В таком составе противолодочная авиация ДКБФ встретила развал СССР.
Транспортная авиация БФ
263-й отдельный транспортный авиационный полк был сформирован в 1956 году на базе 81-й отдельной транспортной авиационной эскадрильи БФ. На момент формирования полк базировался в Калининграде, аэропорт Девау. В 1971 году полк был переведён на аэродром Храброво. В 1995 году полк был сокращён до отдельной эскадрильи — 397-ю ОТАЭ. В 1996 году 397-ю ОТАЭ слита с 316-м смешанным авиационным полком.
На вооружении полка, по состоянию на конец восьмидесятых годов, имелись следующие типы: Ан-24, Ан-26, Ан-12, Ту-134.
Специальная авиация БФ
В 1978 году на базе эскадрилий самолётов-постановщиков помех Ту-16, из состава 170-го и 240-го гв. МРАП формируется 342-й авиационный полк радиоэлектронной борьбы. Полк формировался на аэродроме Веретье города Остров Псковской обл. Первоначально вошёл в состав 57-й авиадивизии, но вскоре стал отдельным полком. Этот полк был расформирован в 1989 году, а его самолёты были распределены по эскадрильям морских ракетоносных полков.

### Постсоветский период
По состоянию на 1991 год ВВС БФ насчитывали в своём составе 328 боевых самолётов и 70 вертолётов.
В 1994 году все воинские формирования ВМФ, ВВС, ПВО и СВ, дислоцирующиеся в Калининградской области, были объединены в Объединенную группировку войск и сил БФ. Авиационная составляющая этой группировки стала именоваться ВВС и ПВО БФ.
Были расформированы:
- 66-й ОМШАП и 145-я ОПЛАЭ;
- 15-й ОДРАП и 846-й гв. ОМШАП были переформированы в 846-й гв. ОМШАП;
- управление 132-й МШАД и 170-го гв. МШАП были расформированы, а 240-й гв. МШАП и 392-й ОДРАП переформированы в новый 240-й гвардейский инструкторско-исследовательский смешанный авиационный полк ВВС ВМФ, с подчинением начальнику вновь сформированного 444-го Центра боевого применения и переучивания лётного состава на аэродроме Веретье (Остров);
- 745-й ОКПЛВП на аэродроме Донское был свёрнут в 396-ю ОПЛВЭ.

В 1994 году из частей бывшего 27-го корпуса ПВО, дислоцированного в Калининградской области, и выведенных туда из стран Балтии, в составе БФ был сформирован Калининградский район ПВО. В него вошли все авиационные, зенитно-ракетные и радиотехнические части, под общим руководством командования БФ: 689-й гв. ИАП, 183-я гв. ЗРБР, 81-й ОРТП, 214-й ОП РЭБ, а также командный пункт района, центр боевого управления и пункт наведения истребительной авиации.
В 1995 году 263-й ОТАП был свёрнут в 397-ю ОТАЭ.
В 1996 году 846-й гв. ОМШАП был свёрнут в 846-ю гв. ОРАЭ, а 397-я ОТАЭ и 49-я ОПЛАЭ переформируются в 316-й ОСАП ВВС БФ.
В 1997 году из состава СВ, дислоцированных в Калининградской области, ВВС БФ получили 288-й ОВП БиУ.
В 1998 году 4-й гв. ОМШАП и 846-я гв. ОРАЭ вновь были переформированы в единый 4-й гв. ОМШАП, а 316-й ОСАП свернули в 398-ю ОТАЭ. В этом же году все воинские структуры ВМФ, ВВС, ПВО и СВ, дислоцирующиеся в Калининградской области, были объединены под общим руководством командующего БФ.
В декабре 1999 года управление района ПВО на БФ было преобразовано в управление ПВО БФ, с подчинением по специальным вопросам командующему ВВС БФ. Тогда же управление ВВС БФ было переименовано в управление Авиации БФ. С 1 сентября 2002 года управление ПВО БФ и управление авиации БФ были объединены в управление ВВС и ПВО БФ. Новая структура включила в себя:
- 396-ю ОКПЛВЭ и 398-ю ОТАЭ — от ВВС БФ;
- 4-й гв. ОМШАП (Су-24м) — от ВВС РФ;
- 689-й гв. ИАП (Су-27), 183-ю гв. ЗРБР (ЗРК С-200 и С-300), 81-й РТП, 214-й оп РЭБ — от войск ПВО;
- 288-й ОВП БиУ (Ми-24, Ми-8), 43-ю ЗРБР (ЗРК С-300) — от 11-й отдельной общевойсковой армии.

В 2002 году 288-й ОВП БиУ был свёрнут в 125-ю отдельную вертолётную эскадрилью.
Летом 2003 года самолёт, принадлежащий специальному лётному отряду, выполнил плановую посадку на аэродроме Чкаловск Калининградской области. По прилёте в Москву на самолёте Ил-96-300ПУ рег. № RА-96012 при послеполётном осмотре были обнаружены забоины лопаток третьего двигателя, предположительно от бетонной крошки разрушающегося покрытия аэродрома Чкаловск…
Состав ВВС и ПВО БФ на 1 января 2006 года:
- 4-й гв. ОМШАП (Черняховск);
- 689-й гв. ИАП (Чкаловск);
- 125-я ОВЭ (Чкаловск);
- 396-я ОКПЛВЭ (Донское);
- 398-я ОТАЭ (Храброво);
- 183-я гв. ЗРБР (Храброво);
- 81-й ОРТП (Переяславское);
- 214-й ОП РЭБ (Калининград);
- 43-я ЗРБР (Знаменск).

В 2009 году почти вся авиация РФ, путем слияния летных частей, дислоцировавшихся на аэродроме и частей обеспечения, были преобразованы в единую структуру под названием авиабаза.
В Авиации Балтфлота были сформированы следующие авиабазы:
- Управление МА БФ — Калининград
- 7052-я (гв.) АвБ (Черняховск);
- 7053-я АвБ (Чкаловск);
- 7054-я АвБ (Храброво).

Но уже через год две из трёх этих авиабаз были ликвидированы, осталась 7054-я гвардейская Новгородско-Клайпедская Краснознамённая авиационная база имени маршала авиации Борзова, с базированием на четырёх аэродромах:
- Чкаловск — истребительная эскадрилья на Су-27 и Су-27УБ
- Донское — смешанный вертолётный полк Ми-8 Ми-24 Ка-27[8]
- Храброво — транспортный отряд на Ан-26 и Ту-134
- Черняховск — эскадрилья Су-24М (в январе 2022 года закончено перевооружение на Су-30СМ и Су-30СМ2).

В 2011 году с аэродрома Храброво вся военная авиация выведена.
В 2012 аэродром Чкаловск закрыт для полётов, в 2013 началась реконструкция, которая была закончена в 2018 году
В январе 2022 года звено из четырёх истребителей Су-30СМ2 с синими бортовыми номерами с «78» по «81» прибыло для завершения перевооружения 1-й эскадрильи базирующегося на аэродроме Черняховск в Калининградской области 4-го гвардейского морского штурмового авиационного полка 34-й смешанной авиационной дивизии авиации Балтийского флота. Ранее в 2016—2018 годах в состав 1-й эскадрильи этого полка (ранее 72-й авиационной базы) были поставлены восемь самолётов Су-30СМ с синими бортовыми номерами с «70» по «77». Основная часть полка по-прежнему оснащена самолётами Су-24М и Су-24МР..
По словам командующего войсками ЗВО Александра Журавлёва, перевооружение смешанного авиационного полка морской авиации Балтийского флота с самолётов Су-24М на самолёты Су-30СМ2 в полтора раза повысит его боевой потенциал..

## Список командующих ВВС БФ
- Б. П. Дудоров (сентябрь 1914 — март 1915),
- Б. А. Щербачёв (март 1915 — ноябрь 1916),
- Б. П. Дудоров (декабрь 1916 — июль 1917),
- С. А. Лишин (июнь —август 1917),
- Б. А. Щербачёв (июль 1917),
- В. В. Ковалевский (август-ноябрь 1917),
- С. А. Лишин (ноябрь 1917 — февраль 1918),
- И. Н. Дмитриев (февраль-сентябрь 1918),
- С. А. Лишин (апрель—июль 1918, репрессирован в ноябре 1919 г.),
- С. М. Кочедыков (июль 1918— сентябрь 1919),
- А. П. Онуфриев (сентябрь 1919— август 1922),
- Л. М. Порцель (1922),
- Г. С. Скрягин (1923),
- М. А. Горбунов (1923— сентябрь 1924),
- Л. И. Гикса (сентябрь 1924—июль 1927),
- Г. И. Силин (август 1927— май 1928),
- В. Д. Авсюкевич (1929 — август 1930),
- Л. И. Никифоров (август 1930— июль 1932, снят, репрессирован в 1938 г.),
- В. К. Лавров (июль 1932—1934),
- В. П. Баруздин (1935),
- Г. П. Галкин (до сентября 1936, репрессирован),
- М. А. Горбунов (сентябрь 1936 — июль 1937, репрессирован),
- А. И. Ильин (август 1937— июль 1938, репрессирован),
- А. А. Кузнецов (июль 1938— октябрь 1939),
- В. В. Ермаченков (октябрь 1939— июль 1941),
- М. И. Самохин (июль 1941— февраль 1946).

После разделения БФ на два самостоятельных объединения их ВВС командовали:
- ВВС Южно-Балтийского флота (ВВС 4-го ВМФ) в 1946—1956 гг.:
  - М. И. Самохин (февраль 1946—август 1947),
  - Д. Ф. Бартновский (август 1947—июнь 1950),
  - Г. Г. Дзюба (август 1950—май 1953),
  - А. А. Кузнецов (май 1953—февраль 1956)
- ВВС Северо-Балтийского флота (ВВС 8-го ВМФ) в 1946-56 гг. :
  - А. Х. Андреев (февраль-декабрь 1946),
  - Д. И. Манжосов (декабрь 1946— март 1947),
  - А. Х. Андреев (март-август 1947),
  - Б. Л. Петров (август 1947— ноябрь 1955),
  - И. И. Борзов (ноябрь 1955—январь 1956).

После соединения 4-го и 8-го ВМФ в единый Балтийский флот его авиацией командовали:
- И. И. Борзов (февраль 1956—декабрь 1957),
- Б. Л. Петров (декабрь 1957— февраль 1961),
- С. А. Гуляев (1961—1976),
- А. И. Павловский (1976—1984),
- П. И. Гончаров (1984—1990),
- В. В. Проскурнин (1990—1998),
- А. И. Новиков (1998—2000),
- В. Н. Сокерин (2000—2004),
- А. Г. Кулаков (2004—2006),
- А. В. Коляко (2006—2009),
- И. О. Комаров (2009—2011),
- А. В. Крупеник (2011).
- С. Г. Рассказов (2011—2013)
- А. Р. Костерин (2013 —)